# 有賀貞
有賀 貞（あるが ただし、1931年4月27日 - 2013年3月13日）は、日本の国際政治学者。位階は従四位。
専門はアメリカ政治外交史。一橋大学名誉教授。1988年から90年まで日本国際政治学会理事長、1992年から94年までアメリカ学会会長を務めた。

## 略歴
東京市小石川区生まれ。1948年旧制松本中学4年修了、1949年旧制松本高等学校文科乙類1年修了。1953年東京大学教養学部教養学科卒業、1955年同大学院社会科学研究科国際関係論専攻修士課程を修了し、翌年からスタンフォード大学大学院およびプリンストン大学大学院歴史学科に留学。1961年東京大学大学院社会科学研究科国際関係論専攻博士課程満期退学。
お茶の水女子大学や東京大学の非常勤講師などを経て、国際基督教大学専任講師（1962-64年）、同助教授（1964-68年）、成蹊大学法学部教授（1968-79年）を務めた。1965年と1973年にウィスコンシン大学マディソン校に留学。細谷千博の招きで、1971年から一橋大学法学部で外交史第4（アメリカ政治外交史）担当の非常勤講師を務めていたが、1979年に一橋大学外交史講座教授に着任。同職を1995年まで務めた。その後は獨協大学外国語学部教授、聖学院大学大学院アメリカ・ヨーロッパ文化学研究科教授を歴任した。
この間、上智大学アメリカ・カナダ研究所兼任所員、国際大学日米関係研究所リサーチアソシエート、放送大学客員教授、早稲田大学法学部講師として教鞭をとった。2013年3月13日、間質性肺炎のため死去。81歳没。歿後瑞宝中綬章。従四位。
指導学生に西崎文子（東京大学教授）、中嶋啓雄（大阪大学教授）、杉田米行（大阪大学教授）、長田彰文（上智大学教授）、上村直樹（南山大学教授）、佐々木卓也（立教大学教授、日本国際政治学会理事長、外務省参与）などがいる。

## 著書

### 単著
- 『アメリカ政治史――1776-1968』（福村出版, 1968年）
- 『アメリカ史概論』（東京大学出版会, 1987年）
- 『アメリカ革命』（東京大学出版会, 1988年）
- 『近現代世界の国際関係史』（研究社, 2003年）
- 『ヒストリカルガイド・アメリカ』（山川出版社, 2004年）
- 『国際関係史―16世紀から1945年まで』（東京大学出版会, 2010年）
- 『現代国際関係史―1945年から21世紀初頭まで』（東京大学出版会, 2019年）

### 編著
- 『講座国際政治(2)外交政策』（東京大学出版会, 1989年）
- 『アメリカ外交と人権』（日本国際問題研究所, 1992年）
- 『アメリカ論(1)北アメリカ』（放送大学教育振興会, 1992年）
- 『エスニック状況の現在』（日本国際問題研究所, 1995年）

### 共編著
- （本間長世・井出義光）『現代アメリカ論』（東京大学出版会, 1971年）
- （大下尚一）『概説アメリカ史――ニューワールドの夢と現実』（有斐閣, 1979年）
- （本間長世）『アメリカ研究入門』（東京大学出版会, 1980年）
- （宮里政玄）『概説アメリカ外交史――政治・経済・軍事戦略の変遷』（有斐閣, 1983年）
- （入江昭）『戦間期の日本外交』（東京大学出版会, 1984年）
- （細谷千博）『国際環境の変容と日米関係』（東京大学出版会, 1987年）
- （大下尚一・志邨晃佑・平野孝）『史料が語るアメリカ――メイフラワーから包括通商法まで 1584-1988』（有斐閣, 1989年）
- （大下尚一・志邨晃佑・平野孝）『世界歴史大系・アメリカ史（1・2）』（山川出版社, 1993年-1994年）
- （細谷千博・石井修・佐々木卓也）『日米関係資料集 1945-97』（東京大学出版会, 1999年）

### 訳書
- ルイス・ハーツ『アメリカ自由主義の伝統――独立革命以来のアメリカ政治思想の一解釈』（有信堂, 1963年／講談社学術文庫, 1994年）
- アーネスト・メイ『Life合衆国の歴史(9)革新の時代 1901年-1917年』（時事通信社, 1966年）
- C・A・ビアード『アメリカ政党史』（東京大学出版会, 1968年）
- サミュエル・ルベル『白人と黒人――アメリカの試練』（福村出版, 1973年）
- ヘンリー・F・グラフ『アメリカ――その人々の歴史（1・2）』（帝国書院, 1982年）
- ウィリアム・A・ウィリアムズ『アメリカ外交の悲劇』（御茶の水書房, 1991年）
- ジョージ・F・ケナン『アメリカ外交50年』（岩波書店, 1991年／岩波現代文庫, 2000年）
- C・V・ウッドワード『アメリカ人種差別の歴史』（福村出版, 1998年）
- オリヴィエ・ザンズ『アメリカの世紀――それはいかにして創られたか？』（刀水書房, 2005年）